# Canton de Saint-Nicolas-du-Pélem
Le canton de Saint-Nicolas-du-Pélem est une ancienne division administrative française, située dans le département des Côtes-d'Armor et la région Bretagne.

## Composition
Le canton de Saint-Nicolas-du-Pélem regroupait les communes suivantes :
- Canihuel ;
- Kerpert ;
- Lanrivain ;
- Peumerit-Quintin ;
- Saint-Connan ;
- Saint-Gilles-Pligeaux ;
- Saint-Nicolas-du-Pélem ;
- Sainte-Tréphine.

## Démographie
| 1962  | 1968  | 1975  | 1982  | 1990  | 1999  | 2006  | 2011  | 2012  |
| ----- | ----- | ----- | ----- | ----- | ----- | ----- | ----- | ----- |
| 6 464 | 5 894 | 5 340 | 4 832 | 4 230 | 4 072 | 4 011 | 3 905 | 3 901 |

## Histoire
- Le canton s'appelait "Canton de Bothoa" avant de prendre le nom de Saint-Nicolas-du-Pélem, en 1836.
- De 1833 à 1840, les cantons de Callac et de Saint-Nicolas avaient le même conseiller général. Le nombre de conseillers généraux était limité à 30 par département[3]
- De 1840 à 1848, les cantons de Saint-Nicolas-du-Pélem et de Bourbriac avaient le même conseiller général. Le nombre de conseillers généraux était limité à 30 par département.

## Représentation

### Conseillers généraux de 1833 à 2015
| Période           | Identité                                                   | Parti        | Qualité                                                                                             |
| ----------------- | ---------------------------------------------------------- | ------------ | --------------------------------------------------------------------------------------------------- |
| 1833-1840         | Guy Fulgence Tiengou de Tréfériou (1784-1849)              |              | Conseiller à la Cour royale de Rennes                                                               |
| 1840-1845         | Alfred Louis Le Guillou Kergoat                            |              | Juge de paix et propriétaire à Bourbriac                                                            |
| 1845-1848         | Jean Louis René Charles Huchet du Guermeur                 |              | Notaire Maire de Saint-Nicolas-du-Pélem (1830-1848), conseiller d'arrondissement                    |
| 1848-1852         | Louis Daniel                                               |              | Avocat à Saint-Nicolas-du-Pélem                                                                     |
| 1852-1864         | Joachim François Marie Bahèzre de Lanlay                   |              | Magistrat - Maire de Saint-Nicolas-du-Pélem (1852-1860)                                             |
| 1864-1871 (décès) | Francis Huchet du Guermeur (fils de Ch.Huchet) (1822-1871) |              | Notaire Maire de Saint-Nicolas-du-Pélem (1871)                                                      |
| 1871-1883         | Louis Ollivier                                             | Droite       | Avocat Maire de Guingamp                                                                            |
| 1883-1895         | Charles de Boisboissel                                     | Conservateur | Propriétaire foncier Maire de Saint-Nicolas-du-Pélem Député (1889-1893)                             |
| 1895-1907 (décès) | Louis Cavelier de Cuverville (1861-1907)                   | Droite       | Maire de Sainte-Tréphine                                                                            |
| 1907-1916 (décès) | Yves Marie Guillaume Le Hénaff (1869-1916)                 |              | Médecin, maire de Saint-Nicolas-du-Pélem                                                            |
| 1916-1919         | siège vacant                                               |              | |
| 1919-1931         | Henri de Séré du Boisberthelot (1875-1944)                 | Droite       | Propriétaire du château de Boisberthelot Maire de Canihuel (1904-1944), conseiller d'arrondissement |
| 1931-1940         | Francisque Hamon                                           | Rad.         | Médecin Conseiller municipal de Saint-Nicolas-du-Pélem                                              |
|                   |                                                            |              | |
| 1945-1985         | Auguste Le Coënt                                           | PCF          | Cultivateur Maire de Saint-Nicolas-du-Pélem (1945-1983) Député (1946-1948)                          |
| 1985-1992         | Yves Le Rudulier                                           | UDF          | Agriculteur Maire de Lanrivain (1983-1995)                                                          |
| 1992-2004         | Léa Nicolas                                                | PCF          | Professeur de collège Maire de Saint-Nicolas-du-Pélem (1995-1998)                                   |
| 2004-2015         | Michel Connan                                              | PCF          | Agriculteur Maire de Saint-Nicolas-du-Pélem (1998-2008)                                             |

### Conseillers d'arrondissement (de 1833 à 1940)
| Période                                  | Période      | Identité                                               | Étiquette            | Qualité |
| ---------------------------------------- | ------------ | ------------------------------------------------------ | -------------------- | --- |
| 1833                                     | 1845         | Jean Louis René Charles Huchet du Guermeur (1794-1849) |                      | Notaire, maire de Bothoa (1830-1848)                                                                        |
| 1845                                     | 1848         | Yves Marie Bellom (1803-1859)                          |                      | Maire de Lanrivain                                                                                          |
|                                          |              |                                                        |                      | |
| av.1856                                  | 1857 (décès) | Pierre Marie Bellom (1811-1857, frère d'Y.M.Bellom)    |                      | Propriétaire à Lanrivain                                                                                    |
| 1857                                     | 1864         | Pierre Louis Le Goff (1808-1879)                       |                      | Propriétaire cultivateur à Lanrivain                                                                        |
| 1864                                     |              | Joseph Marie Le Huérou-Kérisel (1829-1916)             |                      | Avoué à Guingamp                                                                                            |
|                                          |              |                                                        |                      | |
| 1904                                     | 1919         | Henri de Séré du Boisberthelot                         | Libéral              | Propriétaire du château de Boisberthelot, maire de Canihuel (1904-1944)                                     |
| 1919                                     | 1922         | M. Le Pommelec                                         | RG                   | |
| 1922                                     | 1928 (décès) | Eugène Perrot                                          |                      | Expert, Saint-Gilles-Pligeaux                                                                               |
| 1928                                     | 1940         | Jean Le Guyader                                        | Républicain national | Commerçant, conseiller municipal de Saint-Nicolas-du-Pélem                                                  |
| 1940                                     |              |                                                        |                      | Les conseils d'arrondissement ont été suspendus par la loi du 12 octobre 1940 et n'ont jamais été réactivés |
| Les données manquantes sont à compléter. |              |                                                        |                      | |